# Шантич, Алекса
Алекса Шантич (серб. Алекса Шантић); 27 мая 1868 — 2 февраля 1924) — сербский поэт.

## Биография
Алекса Шантич родился в семье этнических сербов, живших в Герцеговине (в городе Мостар), входившей тогда в Османскую империю. Затем, в 1878 году, территорию фактически оккупировала Австро-Венгрия. Его отец был купцом, мать — домохозяйкой. В семье поэтический талант Алексы большого понимания не нашёл.

После смерти отца опеку над Алексой взял его дядя. После посещения бизнес-школ в Триесте и Любляне, Алекса вернулся в Мостар. Сотрудничал с рядом печатных изданий. Сочинял музыку, выступал в качестве актёра и декламатора. Возглавлял боснийское музыкальное общество под названием «Гусли». Был главным редактором журнала «Zora» («Заря», 1896—1901 гг.), сыгравшего большую роль в превращении Мостара в сербский культурный центр, средоточие южнославянских объединительных тенденций. Принимал участие в национально-освободительной борьбе, сотрудничая с газетой «Народ». Во время боснийского кризиса был вынужден бежать в Италию.
3 февраля 1914 года избран членом-корреспондентом Сербской королевской академии.

Во время 1-й мировой войны, Шантич побывал в австрийском плену в качестве заложника, но выжил и видел реализацию своей мечты — объединение южных славян.

С 1908 Шантич серьёзно болеет: сначала из-за камней в почках, а после 1-й мировой войны — от туберкулёза.

Умер в Мостаре от туберкулёза 2 февраля 1924 года.

## Творчество
На Шантича повлияли народная поэзия, сербские романтики: Бранко Радичевич, Йован Йованович-Змай, Воислав Илич, а также немецкий поэт Генрих Гейне, которого он переводил. Творческий период Шантича включает конец 19-го и начало 20-го века. Первый стихотворный сборник (1891) подвергся критике со стороны «наставника» модернистов Богдана Поповича. Поэт достиг поэтической зрелости между 1905 и 1910 годами, когда он написал свои лучшие стихи. Стихи Шантича отражают эмоциональную боль и патриотизм, любовные переживания и бунт против национальной и социальной несправедливости. Трогательные стихи посвящены людям, которые страдают от того, что вынуждены покинуть Родину. Любовная поэзия Шантича развивалась под сильным влиянием жанра «севдалинка»(мусульманские боснийские любовные песни). В сборнике «На старых пепелищах» (1913) поэт воспевает несгибаемое упорство человека и готовность его к жертве. Шантич оказался чужд модному тогда модернизму, однако его простая и искренняя поэзия обладала большой лирической убедительностью.
С 1891 по 1913 год Шантич напечатал 6 сборников поэзии. На его счету — около 715 стихотворений, 7 театральных пьес, несколько прозаических произведений. Автор драм в стихах «Во мгле» и «Жена Хасана-аги» (обе — 1907).